# Syntrichia mutica
Syntrichia mutica là một loài rêu trong họ Pottiaceae. Loài này được Giacom. mô tả khoa học đầu tiên năm 1950.
Danh pháp khoa học của loài này chưa được làm sáng tỏ. 